# Butthole Surfers
Die Butthole Surfers sind eine 1981 in San Antonio, Texas, gegründete US-amerikanische Alternative-Rock-Band, die besonders durch aufsehenerregende Live-Shows bekannt geworden ist.

## Geschichte
Die Band wurde 1981 von Gibson „Gibby“ Haynes (Gesang) und Paul Leary Walthall (Gitarre) in San Antonio gegründet. Beide waren sich bereits 1977 als Studenten an der dortigen Trinity University begegnet. Zu ihnen stieß 1983 Jeffery „King“ Coffey als Schlagzeuger. Diese drei bilden über die folgenden Jahre des Bestehens der Band die Kernmitglieder. Weitere vorübergehende Mitglieder waren u. a. Teresa Taylor als zweite Schlagzeugerin und mehrere Bassisten, unter ihnen Jeff Pinkus, Andrew Weiss, Bill Jolly und Mark Kramer.
Ihre erste gleichnamige EP erschien 1983 für Jello Biafras Plattenlabel Alternative Tentacles, im folgenden Jahr wurde eine Live-LP aufgenommen, um die aus dem Ruder gelaufenen Ausgaben für die Aufnahmen zur ersten Platte wieder auszugleichen. Schon auf ihrer Debüt-EP provozierten sie mit Titeln wie The Shah Sleeps in Lee Harvey's Grave und The Revenge of Anus Presley. Das erste Album Psychic... Powerless... Another Man's Sac aus dem Jahre 1984 nahmen sie für das Label Touch and Go Records auf. Neben Hardcore Punk war der Sound der Band in dieser Zeit noch stark beeinflusst durch Psychedelic Rock und Heavy Metal. Diese Mischung macht sie zu einer Vorläuferband des Grunge-Rock. Jedoch veränderte sich ihr Sound im Laufe der Jahre. Das zweite Album Rembrandt Pussyhorse aus dem Jahre 1986 erinnert mit seinen experimentellen Tönen an Avantgardebands wie die Einstürzenden Neubauten und die Residents.
Erst ihr drittes Album Locust Abortion Technician aus dem Jahre 1987 und die nun zunehmend ausgefalleneren Liveshows machten sie einer breiteren Öffentlichkeit bekannt. Schon zu Beginn des Bestehens der Band hatte Coffey unter einer seiner Trommeln ein Stroboskop installiert. Später erwarb die Gruppe noch mehrere solcher Lichter, die während eines Auftritts fast kontinuierlich ein Blitzlichtgewitter erzeugten. Mit diesen visuellen Hilfsmitteln, einem quadrofonischen Sound und zwei gleichzeitig spielenden Schlagzeugern produzierte die Band für die Zuhörer ein albtraumhaftes Erlebnis. Sänger Gibby Haynes trug mit seinem Gesangsstil, der an Schreien erinnerte und häufig durch ein Megaphon unterstützt wurde, zu diesem Erlebnis bei. Unzählige Kostüme, ins Haar gebundene Stoffstreifen, Nackttänzerinnen, Kunstblut, ausgestopfte Tiere und ein umgedrehtes, mit Benzin gefülltes Schlagzeug-Becken, welches er während der Shows anzündete und anschlug waren weitere Elemente von Haynes’ Bühnenshow. Verschiedene Filme wurden bei Auftritten der Butthole Surfers auf einer Leinwand hinter der Bühne gezeigt; darunter waren Aufnahmen von Obduktionen, Verkehrsunfällen, Atombombenexplosionen, Menschen mit epileptischen Anfällen und Operationsszenen von Gesichtsoperationen und Penisrekonstruktionen. Doch nicht nur schockierende Aufnahmen wurden gezeigt; so zählt auch eine Episode von Drei Engel für Charlie zu den gezeigten Filmen.
Oft kam es während Auftritten der Band, bedingt auch durch den immer stärkeren Missbrauch von Alkohol, Marihuana und LSD, zu Gewaltausbrüchen zwischen Mitgliedern der Band und Verletzungen durch den Gebrauch von brennbaren Substanzen und Bierflaschen. Es gelang der Band jedoch, durch ihre Shows und die bisher veröffentlichten drei Alben ihren Lebensunterhalt zu verdienen. Zur Zeit von Locust Abortion Technician und Hairway to Steven schafften sie es, auch größere Hallen auszuverkaufen. 1989 verließen sie Touch and Go, um einen Plattenvertrag mit Rough Trade Records abzuschließen. Mittlerweile hatte die Band sich innerhalb der Musikszene einen Ruf als harter Verhandlungspartner gemacht. Als Rough Trade 1991 nach dem Erscheinen von Pioughd Insolvenz anmelden musste, hatte die Band sich längst ihre Masterbänder und Erlöse aus den Plattenverkäufen gesichert. Nachdem sie im gleichen Jahr an der ersten Lollapalooza-Tour teilnahmen, erhielten sie ihren ersten Plattenvertrag bei einem Major Label, Capitol Records.
Die Musik der Butthole Surfers hatte sich von den experimentelleren Tönen mittlerweile zu etwas konventionellerem Alternative-Rock entwickelt. Dies wird auch auf ihrer ersten Veröffentlichung für Capitol, Independent Worm Saloon aus dem Jahre 1993, produziert von John Paul Jones (Led Zeppelin), deutlich. In dieser Zeit steuerten sie auch Songs für Hollywood-Soundtracks bei, bspw. für Romeo und Julia, Flucht aus L.A. und Mission: Impossible II. 1996 gelang es ihnen, mit ihrem Album Electriclarryland auch im Radio gespielt zu werden. Zur gleichen Zeit kam es allerdings auch zu juristischen Schwierigkeiten. Sie verklagten ihre alte Plattenfirma Touch and Go auf Herausgabe ihres Backkatalogs. 1999 gewannen sie den Prozess und veröffentlichten ihre älteren Alben auf ihrem eigenen Plattenlabel, Latino Buggerveil. Im gleichen Jahr kam es auch mit Capitol Records zu juristischen Schwierigkeiten, die in ihrem Rauswurf resultierten.
Nach der Veröffentlichung von Electriclarryland wurde die Musik der Band immer mehr von elektronischen Klängen beeinflusst. Gibby Haynes gab als Einflüsse Massive Attack und die Chemical Brothers an. Als Ergebnis erschien 2001 das Album Weird Revolution, eine überarbeitete Version eines für Capitol aufgenommenen, aber nie erschienenen Albums mit dem Namen After the Astronaut. Im Jahre 2002 erschien Humpty Dumpty LSD, eine Sammlung von bisher unveröffentlichten Songs, aufgenommen für frühere Alben.
Zwischen 2008 und 2013 gab die Band vereinzelt Konzerte oder kurze Tourneen. 2016 erklärte Paul Leary in einem Interview, nicht mehr live auftreten zu wollen. 2017 gab er an, wieder ein Album mit den Butthole Surfers schreiben und aufnehmen zu wollen.
Auch abseits der Butthole Surfers waren die Bandmitglieder musikalisch aktiv. Gibby Haynes und Jeff Pinkus veröffentlichten 1990 als The Jackofficers das House-Album Digital Dump. 1991 sang Haynes für Ministry den Hit Jesus Built My Hotrod; ein Song mit dem gleichen Text erschien auf dem 1993er Album Independent Worm Saloon mit dem Namen Some Dispute Over T-Shirt Sales. Paul Leary veröffentlichte 1991 ein Soloalbum mit dem Namen The History of Dogs und produzierte Bands wie Sublime, Reverend Horton Heat und die Meat Puppets. 2004 nahm Haynes für den Film Saw II mit den Revolting Cocks den Song Caliente (Dark Entries) auf, eine Art Coverversion des Songs Dark Entries von Bauhaus. Im Juni 2024 veröffentlichte Jeff Pinkus das Soloalbum Grow a Pear.
Teresa Taylor verstarb im Juni 2023 mit 60 Jahren an den Folgen einer Lungenkrankheit.

## Name
In der Frühzeit der Band trat die Gruppe unter ständig wechselnden Namen auf, zum Beispiel als Dick Clark Five, Nine Foot Worm Makes Own Food, the Vodka Family Winstons u. v. m. „Butthole Surfers“ war ursprünglich ein Songtitel, unter dem ein Veranstalter die Band irrtümlich ankündigte. Die Benennung wurde daraufhin von den Musikern übernommen. Ihre Anstößigkeit (butthole bedeutet „Arschloch“) gab seither Anlass für Konzertveranstalter und Rundfunkanstalten, den Bandnamen als „B. H. Surfers“ o. ä. zu verschleiern.

## Diskografie

### Alben
| Jahr | Titel                   | Höchstplatzierung, Gesamtwochen, AuszeichnungChartplatzierungen (Jahr, Titel, Platzierungen, Wochen, Auszeichnungen, Anmerkungen) | Höchstplatzierung, Gesamtwochen, AuszeichnungChartplatzierungen (Jahr, Titel, Platzierungen, Wochen, Auszeichnungen, Anmerkungen) | Anmerkungen |
| Jahr | Titel                   | UK | US | Anmerkungen |
| ---- | ----------------------- | --- | --- | ----------- |
| 1990 | Pioughd                 | UK68 (1 Wo.)UK | — |             |
| 1993 | Independent Worm Saloon | UK73 (1 Wo.)UK | US154 (12 Wo.)US |             |
| 1996 | Electriclarryland       | — | US31 Gold · (24 Wo.)US |             |
| 2001 | Weird Revolution        | — | US130 (2 Wo.)US |             |

Weitere Alben
- 1983: Butthole Surfers (EP, Alternative Tentacles)
- 1984: Live PCPPEP
- 1984: Psychic... Powerless... Another Man's Sac
- 1985: Cream Corn from the Socket of Davis (EP)
- 1986: Rembrandt Pussyhorse
- 1987: Locust Abortion Technician
- 1988: Hairway to Steven
- 1989: Widowermaker (EP)
- 1989: Double Live
- 2002: Humpty Dumpty LSD

### Singles
| Jahr | Titel Album                 | Höchstplatzierung, Gesamtwochen, AuszeichnungChartsChartplatzierungen (Jahr, Titel, Album, Platzierungen, Wochen, Auszeichnungen, Anmerkungen) | Anmerkungen |
| Jahr | Titel Album                 | UK | Anmerkungen |
| ---- | --------------------------- | --- | ----------- |
| 1990 | The Hurdy Gurdy Man Pioughd | UK98 (1 Wo.)UK |             |
| 1996 | Pepper Electriclarryland    | UK59 (2 Wo.)UK |             |